# 오스발트 타이히뮐러
파울 율리우스 오스발트 타이히뮐러(독일어: Paul Julius Oswald Teichmüller, 1913년 6월 18일 ~ 1943년 9월 11일)는 복소해석학에 기여한 독일의 수학자이다. 그는 리만 곡면 연구에 유사 등각 사상과 미분기하학적 방법을 도입했다. 그는 나치당의 열성적인 추종자였다.

## 생애
독일 제국 노르트하우젠에서 태어나 괴팅겐 대학교에서 수학을 공부하였다. 1935년 헬무트 하세 지도 하에 연산자 이론에 관한 논문으로 박사학위를 취득했으나 이것이 그가 함수 해석학에 관해 쓴 유일한 논문이다. 이후 잠시 대수학을 연구하다가 롤프 네반린나의 강의를 들은 후 복소해석학으로 관심분야를 돌리고, 1937년 베를린 대학으로 옮겨가 루트비히 비버바흐와 연구했다. 이후 타이히뮐러의 논문이 주로 비버바흐가 편집자로 있던 친나치적 《독일 수학》(Deutsche Mathematik)에 게재된 탓에, 논문집이 출간되기 전까지 그의 저작은 일반 도서관에서 접근하기 어려웠다.
그는 1931년부터 나치당과 그 군사조직인 돌격대(SA)에 가입했으며, 1933년에는 자교의 유대인 교수이던 리하르트 쿠란트와 에드문트 란다우에 대한 보이콧 운동을 주도했다. 그는 1939년 독일 국방군에 징집되었다가 국방군 최고사령부의 암호학 부서에서 일하게 되었다. 1942년 제대하여 베를린 대학으로 돌아갔으나 1943년 2월 독일군이 스탈린그라드 전투에서 패했다는 소식을 듣자 교수직을 버리고 동부 전선에 자원하여 입대했다. 1943년 9월 우크라이나 지역에서 전사했다.